# Партия Центра (Германия)
Партия Центра (нем. Deutsche Zentrumspartei), Партия католического Центра — политическая партия в Германии, одна из самых влиятельных в период Германской империи и Веймарской республики. Выражала интересы католической части населения страны.

## История

### Возникновение
Католическая группа существовала в парламенте Королевства Пруссии ещё в 1850-х-1860-х годах, её представители занимали центральную часть парламента, находясь между консерваторами справа и либералами слева, отсюда появившееся в 1858 году название «фракция Центра», которое католическая группа приняла, чтобы включить депутатов-некатоликов. В 1867 году она прекратила существование.
В октябре 1870 года группа католических политиков Германии собралась в городе Зост, где выработала единую политическую программу, включающую защиту автономии и прав католической церкви, противодействие введению светских браков, создание и поддержку церковно-приходских школ в стране. Их идеология вошла в историю как политический католицизм. В декабре 1870 в Прусском парламенте была воссоздана католическая фракция Центра, также известная как Конституционная партия.
В следующем году прошли первые выборы в Рейхстаг Германской империи, по итогам которых партии Центра досталось 61 из 382 мест. Партия выступала в защиту не только католиков, но и других меньшинств Германии — поляков, эльзасцев и ганноверцев.
В это же время в Германии появились региональные католические партии, сотрудничающие с Центром: в Баварии — Баварская патриотическая партия, в Бадене — Католическая народная партия.
Одним из влиятельных лидеров партии стал ганноверский адвокат Людвиг Виндтхорст. По его заявлению, партия Центра была открыта не только для католиков, но и для всех, разделяющих её программу, но, несмотря на это, поддержка Центра со стороны протестантского населения империи оставалась очень незначительной. Впоследствии отдельные представители партии неоднократно высказывались в пользу преобразования Центра в более широкую, общехристианскую политическую организацию.

### Партия Центра в Германской империи

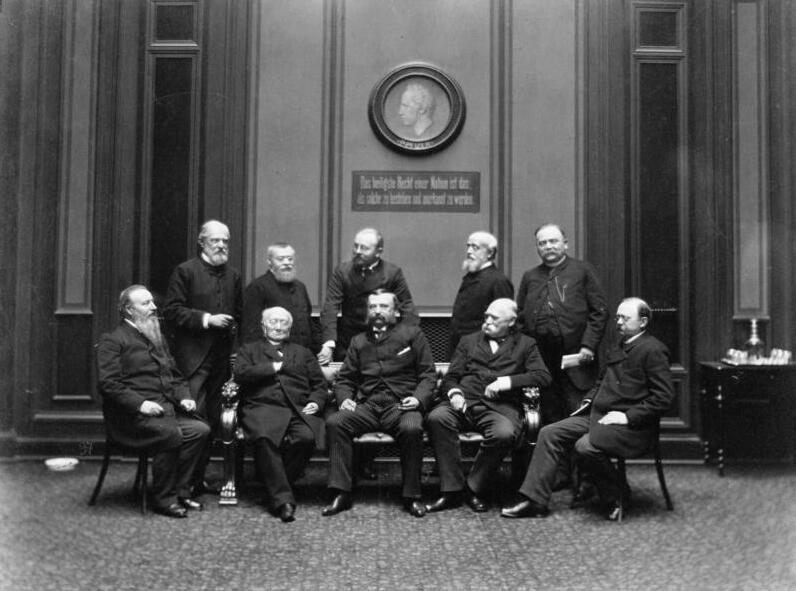
Centre Party Member of Reichstag (First line sitting from left to right: Paul Letocha, Dr. Ludwig Windthorst, Graf v. Johann Anton von Chamaré, Anton von Dejanicz-Gliszczynski, Albert Horn second line-standing-left to right: Graf v. Friedrich von Praschma, Philipp Schmieder (not Centre party), Dr. Felix Porsch, Dr. Frhr. Clemens Heereman von Zuydwyck, Julius Szmula)

С самого начала партия Центра противостояла кайзеру и германскому правительству во главе с Бисмарком, особенно проводимой ими в 1871—1878 годах политике Культуркампфа, направленной на уменьшение влияния католической церкви в стране. После прекращения Культуркампфа правительство пошло на некоторые уступки; партия Центра осталась в оппозиции, но всё чаще поддерживала правительственные начинания, особенно после отставки Бисмарка в 1890 году.
Центр не всегда был лоялен Ватикану, особенно в светских вопросах. Так, в 1886 году партия отказалась поддержать предложенный Бисмарком военный бюджет, несмотря на то, что тот предварительно заручился одобрением папы, обещая тому отменить некоторые принятые во времена Культуркампфа законы. Это привело к политическому скандалу и роспуску Рейхстага; перед новыми выборами Бисмарк агитировал католиков голосовать против партии, мотивируя это тем, что Центр утратил лояльность папе. Но Виндтхорсту удалось получить от папы подтверждение автономии партии.
Перед Первой мировой войной партия Центра поддерживала внешнюю политику правительства Германии, а с началом войны поддержала выпуск военных облигаций в обмен на отмену последних антииезуитских законов.

### Веймарская республика
После Ноябрьской революции и падения монархии партия Центра получила 19.7 % голосов и заняла второе место на выборах в Национальное собрание Германии, вместе с СДПГ и Немецкой демократической партией образовала так называемую Веймарскую коалицию и стала одним из основных авторов Веймарской конституции, добившись равных прав для католиков и протестантов и гарантий независимости католической церкви в Германии. Представитель партии Константин Ференбах был избран председателем Национального собрания.
В 1919 году баварское отделение Центра создало собственную независимую Баварскую народную партию, как правило, выступавшую с более консервативных позиций.
Занимая гибкую позицию и находясь в центре политического спектра, партия Центра принимала участие почти во всех коалиционных правительствах Германии (чаще всего ей доставались посты министра финансов и министра труда), блокируясь как с левыми партиями, так и с правыми. В разное время её союзниками успели выступить СДПГ, НДП, Баварская народная партия, национал-либеральная Немецкая народная партия и правая Немецкая национальная народная партия. В 1920—1922, 1923—1925, 1926—1928 и 1930—1932 её представители (Константин Ференбах, Йозеф Вирт, Вильгельм Маркс и Генрих Брюнинг) были канцлерами Германии. В 1925 году Вильгельм Маркс занял третье место в первом туре первых президентских выборов. Кандидат от СДПГ Отто Браун получил вдвое больше голосов, но согласился перед вторым туром снять свою кандидатуру в пользу Маркса, которого поддержала также НДП. Тем не менее, во втором туре Маркс проиграл единому кандидату от правых Паулю фон Гинденбургу.
Всё это время внутри партии велись дискуссии между левым и правым крылом; первое (его видными представителями были Йозеф Вирт и убитый в 1921 фрайкорами Маттиас Эрцбергер) считало, что партии надо сближаться с христианскими профсоюзами, второе (заметным представителем которого был Франц фон Папен) было ближе к националистическим партиям Германии.
После того, как в 1930 году коалиция, возглавляемая канцлером Брюнингом, получила на выборах в Рейхстаг меньшинство мест, ему пришлось обратиться за поддержкой к Гинденбургу, который имел возможность назначить Брюнинга канцлером в обход парламента (такая практика получила название «авторитарной демократии»). В обмен на это Центр поддержал Гинденбурга на президентских выборах 1932 года, не став выдвигать собственного кандидата, но вскоре после выборов позиция Гинденбурга сдвинулась вправо. На место Брюнинга был назначен член правого крыла партии Центра Франц фон Папен, но партия отказалась поддержать новое правительство, исключила Папена из своих рядов и с этого момента перешла в непримиримую оппозицию, а Папен стал главной мишенью её критики. Дело дошло до начала переговоров Центра с НСДАП об образовании коалиции сначала в Пруссии, затем на федеральном уровне, в которой Центр, обладавший меньшим числом мест в Рейхстаге, соглашался занять подчинённое положение. Переговоры были подвергнуты критике внутри партии Центра и в итоге зашли в тупик. Наступил политический кризис, председатель партии Людвиг Каас предлагал Гинденбургу сформировать коалиционное правительство, включающее национал-социалистов, не называя при этом конкретных кандидатур на должность канцлера; но и переговоры Гинденбурга с Гитлером, и попытка Кааса сформировать коалицию в Рейхстаге не увенчались успехом. В итоге канцлером стал беспартийный генерал Курт фон Шлейхер, но он пробыл в должности всего 57 дней и лишился её в результате интриг Папена, который смог договориться с Гитлером.
30 января 1933 Гитлер стал канцлером Германии, а Папен — вице-канцлером. Вскоре был предложен акт, наделявший правительство законодательными полномочиями сроком на 4 года. Каас решился поддержать его в обмен на полученные от Гитлера устные гарантии (включавшие уважение свободы церкви со стороны правительства, признание её права на вмешательство в сферу культуры и образования); многие члены партии, в том числе Вирт, Брюнинг и бывший премьер-министр Пруссии Адам Штегервальд, выступили против, но в итоге согласились подчиниться мнению большинства депутатов от партии Центра, которое поддержало Кааса.
В это время многие члены партии стали переходить в НСДАП, а 5 июля 1933 она приняла решение о роспуске.

## Попытки расширить электоральную базу
После Первой мировой войны в партии было много предложений о том, как реформироваться и расширить электоральную базу. Генрих Браунс опубликовал Кёльнскую программу, в которой предлагал реформировать партию Центра под новым названием «Христианская народная партия» (Christliche Volkspartei). Но это предложение было отклонено. Почти во всех региональных отделениях никто не принял его к выборам 1919 года. вместо этого партия приняла «Берлинские установки» (Berliner Leitsätze), которые хоть и позволяли партии выглядеть умеренными, но так и не смогли сделать партию Центра привлекательной для протестантских избирателей. Лидер христианских профсоюзов Адам Штегервальд предпринял еще одну попытку преодолеть исключительно католический характер партии и сломить партикуляристскую партийную систему Веймарской Республики. В 1920 году он выступил за формирование широкой христианской партии, которая бы вышла за рамки конфессий и социальных классов и могла бы оттеснить влияние социал-демократов.

### Послевоенная Германия
Сразу после окончания Второй Мировой войны партия Центра была воссоздана в ФРГ, но большинство её членов (в том числе будущий канцлер Конрад Аденауэр) перешли в новый Христианско-демократический союз с близкой идеологией (но в отличие от Центра ориентирующийся не только на католических, но и на протестантских избирателей). Партия Центра сохранила сильные позиции в отдельных регионах, но в достаточно короткий срок утратила их (в 1957 закончилось её представительство в бундестаге, в 1958 — в парламенте Северного Рейна — Вестфалии, в 1959 — Нижней Саксонии), после чего ей уже не удалось вернуться в большую политику (так, на выборах 2009 года в бундестаг её партийный список получил всего 6087 голосов); в настоящее время она представлена в некоторых городских советах Северного Рейна — Вестфалии и Саксонии-Анхальта.
Депутат Бундестага Уве Витт, избранный от Альтернативы для Германии, перешёл в партию Центра в 2022 году. Член Европарламента от АДГ Йорг Меутен перешёл в партию Центра.
В настоящее время полное официальное название партии звучит как Deutsche Zentrumspartei — Älteste Partei Deutschlands gegründet 1870 (Германская партия Центра — старейшая партия Германии, основана в 1870).

## Участие в выборах
Федеральные выборы (выборы в рейхстаг)
| Выборы        | Место | Голоса    | %       | Δ (п.п.) | Мандаты   | Δ     | %       | Δ (п.п.) |
| ------------- | ----- | --------- | ------- | -------- | --------- | ----- | ------- | -------- |
| 1919          | 2-е   | 5 980 216 | 19,67 % | дебют    | 91 из 423 | дебют | 21,51 % | дебют    |
| 1920          | 5-е   | 3 845 001 | 13,64 % | ▼6,03    | 64 из 459 | ▼27   | 13,94 % | ▼7,57    |
| 1924, май     | 3-е   | 3 914 379 | 13,37   | ▼0,27    | 65 из 472 | ▲1    | 13,77 % | ▼0,17    |
| 1924, декабрь | 3-е   | 4 118 849 | 13,60 % | ▲0,69    | 69 из 493 | ▲4    | 14,00 % | ▲0,23    |
| 1928          | 3-е   | 3 712 152 | 12,07 % | ▼1,53    | 61 из 491 | ▼8    | 12,42 % | ▼1,58    |
| 1930          | 4-е   | 4 127 000 | 11,81 % | ▼0,26    | 68 из 577 | ▲7    | 11,79 % | ▼0,63    |
| 1932, июль    | 4-е   | 4 589 430 | 12,44 % | ▲0,63    | 75 из 608 | ▲7    | 12,34 % | ▲0,55    |
| 1932, ноябрь  | 4-е   | 4 230 545 | 11,93 % | ▼0,51    | 70 из 584 | ▼5    | 11,99 % | ▼0,35    |
| 1933, март    | 4-е   | 4 424 905 | 11,25 % | ▼0,68    | 73 из 647 | ▲3    | 11,28 % | ▼0,71    |

Выборы в ландтаг Свободного государства Пруссия
| Выборы                 | Место | Голоса    | %       | Δ (п.п.) | Мандаты   | Δ     | %       | Δ (п.п.) |
| ---------------------- | ----- | --------- | ------- | -------- | --------- | ----- | ------- | -------- |
| 1919                   | 2-е   | 3 834 953 | 22,22 % | дебют    | 93 из 401 | дебют | 23,19 % | дебют    |
| 1921                   | 3-е   | 2 819 989 | 17,24 % | ▼4,98    | 81 из 428 | ▼12   | 18,95 % | ▼4,24    |
| 1924                   | 3-е   | 3 229 740 | 17,57   | ▲0,33    | 81 из 450 | ▬     | 18,00 % | ▼0,95    |
| 1928                   | 3-е   | 2 737 859 | 14,53 % | ▼3,04    | 68 из 450 | ▼13   | 15,11 % | ▼2,89    |
| Прусская партия центра |       |           |         |          |           |       |         |          |
| 1932                   | 3-е   | 3 371 932 | 15,28 % | ▲0,75    | 67 из 423 | ▼1    | 15,84 % | ▲0,73    |
| 1933                   | 3-е   | 3 368 231 | 14,12 % | ▼1,16    | 68 из 423 | ▬     | 16,08 % | ▲0,24    |

## Организационная структура
НПЦ состояла из округов по одному на избирательный округ (могли заменяться земельными комитетами (landesausschuss)), округа из районов (kreisverband) по одному на район, городской район (или внерайонный город) или небольшую землю (могли отсутствовать), районы из местных групп (ortsgruppe) по одному на города, общину или округ (могли отсутствовать).
Высший орган — национальный съезд (reichsparteitag), избиравшийся окружными съездами, между имперскими съездами — национальный комитет (reichsausschuss), избиравшийся окружными съездами, между национальными комитетами — национальное правление (reichsvorstand), избиравшееся национальным съездом, высшее должностное лицо — национальный председатель (reichsvorsitzender), избиравшийся национальным съездом.
Высший орган округа — окружной съезд (bezirksparteitag), избиравшийся районными съездами, между окружными съездами — окружное правление (bezirksvorstand), избиравшееся окружным съездом, высшее должностное лицо округа — окружной председатель (bezirksvorsitzender), избиравшийся окружным съездом. 
Высший орган района — районный съезд (kreisparteitag), избиравшийся общими собраниями, между районными съездами — районное правление (kreisvorstand), избиравшееся районным съездом, высшее должностное лицо района — районный председатель (kreisvorsitzender), избиравшийся районным съездом.
Высший орган местной организации — общее собрание (mitgliederversammlung), между общими собраниями — правления местных групп (ortsgruppenvorstand), избиравшиеся общим собранием, высшее должностное лицо местной группы — председатель местной группы (ortsgruppenvorsitzender), избиравшийся общим собранием.
Молодёжная организация — Союз Виндхорста (Windhorstbundes).

## Известные члены Партии Центра
- См. Категория:Члены Партии Центра (Германия)